# Bohosudov (nádraží)
Bohosudov (v letech 2015–2023 Krupka-Bohosudov) je železniční stanice na jižním okraji města Krupka, v centrální části Bohosudov, v okrese Teplice ve Ústeckém kraji nedaleko Zálužeckého potoka. Leží v km 12,938 dvoukolejné elektrizované trati Ústí nad Labem – Chomutov.

## Historie
Stanice byla zřízena jakožto součást Společnost c.k. privilegované Ústecko-teplické dráhy (ATE) spojující Teplice a Ústí nad Labem, budované především pro dopravu nákladů z nalezišť hnědého uhlí v regionu. 20. května 1858 byl s bohosudovským nádražím uveden do provozu celý nový úsek trasy z Teplic do stanice Ústí nad Labem-západ, roku 1870 byla dráha prodloužena až do Chomutova. 2. října 1871 pak společnost Duchcovsko-podmokelská dráha dokončila trať z Duchcova do Děčína, která vystavěla vlastní stanici přímo v Krupce. Po zestátnění ATE k 1. lednu 1923 správu přebraly Československé státní dráhy.[zdroj?]
Do roku 1918 nesla název Mariaschein, do roku 1939 Bohosudov a v období druhé světové války opět Mariaschein, po válce do roku 2016 nesla název Bohosudov.
Po rekonstrukci je stanice od září 2023 dálkově ovládána ze stanice Teplice v Čechách.

## Popis
Ve stanici jsou tři dopravní koleje, na teplickém zhlaví se nachází zastávka Krupka-Bohosudov.

### Výpravní budova
V místě původní zastávky byl postaven typ většího strážního domku se dvěma kolmými křídly a spojovacím traktem. Ve strážním domku byla kancelář a výdejna vstupenek. Autorem stavby byl Josef Turba, architekt společnosti ATE. V roce 1882 byl přestavěn na obytnou budovu.
Novou výpravní budovu navrhl Jan Kircheisel, hlavní inženýr ATE. Výpravna byla 41 m dlouhá jednopodlažní stavba se středním dvoupodlažním rizalitem s kruhovým oknem ve štítu. Budova byla zdobena zubořezem, okna a vstup měla půlkruhové záklenky lemované cihlovými římsami. V přízemí byly místnosti pro cestující a dopravní službu. V patře rizalitu byl umístěn byt a taktéž levém podkroví východního křídla. Výpravní budova prošla v roce 1958 generální opravou s přístavbou bytů v po stranách středového rizalitu.